# Отель «У Погибшего Альпиниста»
«Отель „У Погибшего Альпиниста“» (полное название: «Дело об убийстве, или отель „У Погибшего Альпиниста“ (ещё одна отходная детективному жанру)») — повесть братьев Стругацких в жанре фантастического детектива, написанная в 1969 году.
В англоязычных странах повесть издавалась под названием «Головоломка инспектора Глебски» (англ. Inspector Glebsky's Puzzle).

## История создания
Детектив давно привлекал Стругацких, хотя они не отрицали и определённых недостатков, заложенных в самой природе его как жанра.
Образцом для подражания и отправной точкой стал детективный роман Фридриха Дюрренматта «Обещание». Повесть с рабочим названием «В наше интересное время» была начата в январе 1969 года и закончена 19 апреля того же года. Исходно идея была в том, чтобы расширить рамки традиционного детектива, создав детективно-фантастическое произведение:

Мы задумывали наш детектив как некий литературный эксперимент. Читатель, по нашему замыслу, должен был сначала воспринимать происходящее в повести как обыкновенное «убийство в закрытой комнате», и лишь в конце, когда в традиционном детективе обычно происходит всеобщее разъяснение, сопровождающееся естественным провалом интереса, у нас сюжет должен был совершить внезапный кульбит: прекращается одна история и начинается совершенно другая. — Борис Стругацкий. Комментарии к пройденному.
Однако, по собственному мнению авторов, ожидаемый результат так и не был достигнут.

Замысел был хорош, но эксперимент не удался. Мы это почувствовали сразу же, едва поставив последнюю точку, но уже ничего не могли поделать. Не переписывать же всё заново. И, главное, дело было не в том, что авторы плохо постарались или схалтурили. Нельзя нарушать вековые каноны таким образом, как это позволили себе АБС. Эксперимент не удался, потому что не мог удаться. Никогда. Ни при каких стараниях-ухищрениях. И нам оставалось только утешаться мыслью, что чтение всё равно, как нам казалось, получилось увлекательное.— Борис Стругацкий. Комментарии к пройденному.
В целом Борис Стругацкий определил повесть как «провалившийся эксперимент профессиональных фантастов, попытавшихся написать детектив нового типа». Впрочем, как отмечали, в том числе, и сами авторы, несмотря на провал с точки зрения создателей, повесть оказалась интересной, увлекательной и снискала множество похвал.
Повесть была впервые опубликована в журнале «Юность», 1970, № 9—11. Автор иллюстраций — Геннадий Новожилов.

## Сюжет
Действие происходит в горах в некой европейской стране: либо в Швейцарии, либо во Франции, так как есть упоминание близлежащего города Мюр. Полицейский инспектор Петер Глебски, от имени которого и ведётся повествование, приезжает на отдых в небольшой отель «У Погибшего Альпиниста», где всеми делами заправляет хозяин Алек Сневар и его помощница Кайса. На третий день после прибытия Глебски весь отель просыпается от звука лавины, которая ночью перекрыла Бутылочное горлышко — единственный выезд из ущелья, где расположен отель. Телефон также не работает и таким образом связь отеля с внешним миром обрывается.
Сразу после этого в двери отеля стучится странный человек (позже назвавшийся Луарвиком Л. Луарвиком). Первые его слова: «Олаф! Олаф Анд-ва-ра-форс. Позовите!». Алек Сневар и Глебски обходят отель и оказывается, что только один из гостей, Олаф Андварафорс, не откликается из-за закрытой двери своего номера. После того как дверь вскрыли, выясняется, что Олафу свернули шею на 180°. Первый же вопрос — кто мог убить таким сложным способом физически крепкого Олафа и куда убийца делся из закрытого изнутри на ключ номера? Рядом с телом Олафа обнаружен кейс с прибором неизвестного предназначения. Кроме того, Симонэ рассказывает инспектору, что ночью видел мёртвую Ольгу в её номере, но её обнаруживают живой.
После допроса постояльцев и расследования один из гостей, господин Мозес, объясняет Глебски, что на самом деле он пришелец с другой планеты. Его жена Ольга и Олаф Андварафорс — роботы. При сходе лавины была повреждена энергетическая станция и роботы отключились, но только Олафа не удалось переключить на резервный источник питания, тогда как с Ольгой проблем не возникло.
Со слов Мозеса, первыми людьми на Земле, с которыми был установлен контакт, по воле случая оказалась банда гангстеров и её лидер по кличке «Чемпион». Преступники вынудили его помочь им в ограблении банка, используя фантастические возможности неземных технологий. Один из членов банды — некий Хинкус, гость отеля, который должен был следить за пришельцами и не дать им скрыться. К несчастью, Мозес слишком поздно понял, что его обманывали, и просит Глебски дать возможность скрыться от преследующих его бандитов и покинуть Землю. Он также обещает компенсировать все нанесённые убытки. Однако, несмотря на все предъявленные доказательства, Глебски наотрез отказывается верить в такое фантастическое объяснение событий. Кроме того, его страшит служебная ответственность и удерживает чувство профессионального долга, требующее передать в руки правосудия любого преступника, кем бы он ни был. Удерживая в своих руках кейс с прибором (который, по уверению Мозеса, на самом деле — переносной аккумулятор), Глебски предпочитает дождаться прибытия властей.
Алеку и Симонэ приходится временно обездвижить Глебски, дабы позволить пришельцам покинуть отель. Однако далеко убежать тем не удаётся — подоспевший вертолёт гангстеров расстреливает их. Гангстеры забирают инопланетян, в кабине один из роботов приходит в состояние активности, в результате боя вертолёт теряет управления и разбивается.
Спустя двадцать лет после тех событий постаревший Глебски продолжает терзаться одним и тем же вопросом: а правильно ли он тогда поступил, задержав пришельцев и став причиной их гибели?

## Персонажи
Земляне
- Петер Глебски — главный герой повести, инспектор полиции, мужчина среднего возраста, занимающийся, главным образом, «экономическими» правонарушениями, подкупами и взяточничеством и поэтому малоопытный в классических криминальных делах, в отличие от своего коллеги Згута.
- Алек Сневар — владелец отеля «У Погибшего Альпиниста» и всей долины. Мастер на все руки, обладатель патента на «вечные двигатели второго рода» — ветряки. Необычайно силен физически. Любит организовывать мистификации. Приятный собеседник и симпатичный человек, но в первую очередь, конечно, собственник.
- Симон Симонэ — ученый-физик с мировым именем, «унылый шалун», по выражению Кайсы. Неудачливый донжуан и скалолаз, у которого не вышло, из-за снежных заносов, добраться до гор и скал, и поэтому он активно карабкается по стенам, столбам и другим труднодоступным вертикальным плоскостям. Как показали дальнейшие события, смел и принципиален.
- Дю Барнстокр — известный иллюзионист. Шутник-мистификатор и шулер-любитель.
- Брюн — скрывает лицо под громадными чёрными очками. По словам дю Барнстокра — «единственное чадо моего покойного брата». Юное существо, владеющее могучим мотоциклом, и ведущее себя то как развязный парень, то как нежная девушка, вследствие чего Глебски никак не мог определить его (её) пол. В том, что Брюн — девушка, инспектор убедился только после её допроса в качестве свидетеля.
- Кайса — горничная, «этакая кубышечка лет двадцати пяти». Очень глупая, смешливая молодая женщина достаточно легкого поведения, чем и пользуются постояльцы.
- Хинкус — невзрачный человечек в рыжей шубе, ходатай по делам несовершеннолетних (на самом деле — агент банды гангстеров по кличке «Филин»).
- Лель — сенбернар Погибшего Альпиниста. По словам хозяина — «Сапиенс. Всё понимает на трёх европейских языках. Блох нет, но линяет». Обладает очень высоким уровнем интеллекта. В конце жизни научился читать.

Пришельцы и роботы
- Мозес — богатый постоялец; также известен под кличкой «Вельзевул».
- Ольга — жена Мозеса, боевой робот. Автор описывает её как женщину неземной красоты, худощавую и с длинной шеей. Большие глаза, чуть прикрытые веки под длинными ресницами, лёгкая улыбка и взбитая причёска с диадемой.
- Луарвик Л. Луарвик — неизвестный, пострадавший от лавины. Однорукий инвалид. Пилот, ведающий «переброской» между мирами.
- Олаф Андварафорс — постоялец, робот-смотритель (инженер и механик) на станции пришельцев. «Потомок конунгов», как охарактеризовал его Симон Симонэ.

## Переводы
| Год издания | Язык        | Название                            | Переводчик(и)               |
| ----------- | ----------- | ----------------------------------- | --------------------------- |
| 1972        | чешский     | Hotel U mrtvého alpinisty           | Ярослав Пискачек            |
| 1973        | болгарский  | Хотелът «При загиналия алпинист»    | Румяна Узунова              |
| 1973        | немецкий    | Hotel zum verunglückten Bergsteiger | Рупрехт Вильнёв             |
| 1973        | польский    | Sprawa zabójstwa                    | Ирена Левандовская          |
| 1974        | японский    | 幽霊殺人                            | Фуками Дан                  |
| 1975        | эстонский   | «Hukkunud alpinisti» hotell         | Майга Варик                 |
| 1981        | венгерский  | Fogadó a Halott Alpinistához        | Иван Фёльдьяк               |
| 1982        | французский | L’Auberge de l’alpiniste mort       | Антуан Володин              |
| 1984        | сербский    | Hotel «Kod poginulog alpiniste»     | Деян Стоилькович            |
| 2006        | румынский   | Hotelul «La crucea alpinistului»    | Валериан Стойческу          |
| 2009        | болгарский  | Хотелът «При загиналия алпинист»    | Максим Стоев                |
| 2015        | английский  | The Dead Mountaineer’s Inn          | Джош Биллингс               |
| 2015        | венгерский  | Fogadó a halott alpinistához        | Дьёрдь Вейс                 |
| 2019        | немецкий    | Hotel zum verunglückten Bergsteiger | Рупрехт Вильнёв, Эрик Симон |
| 2021        | корейский   | 죽은 등산가의 호텔                  | Кён А Ли                    |
| 2022        | итальянский | L’albergo dell’alpinista morto      | Даниэла Либерти             |

## Экранизации и постановки
- В 1976 году снят фильм «Hotel pod poległym alpinistą», Польша, режиссёр — Станислав Воль.
- В 1979 году на киностудии «Таллинфильм» на основе книги снят фильм «Отель „У погибшего альпиниста“». Режиссёр — Григорий Кроманов. Фильм снимался в урочище Туюк-Су («Ворота Туюк-Су»), немного выше по ущелью от известного горнолыжного курорта Чимбулак близ Алма-Аты (Казахстан). Все панорамные съёмки гор сделаны там же.
- В 1993 году на экраны вышел фильм «Hotel pod poległym alpinistą», Польша, режиссёр — Михал Квециньский.
- В 2006 году издательством РАО «Говорящая книга» была записана аудиокнига повести в исполнении Эммануила Виторгана.
- В 2007 году театром «Радио Культура» была выпущена постановка повести.
- На 2027 год запланирован релиз российского фильма «Отель „У погибшего альпиниста“».

## Компьютерная игра
В конце 2007 года компания «Акелла» выпустила игру «Отель „У погибшего альпиниста“» в жанре «квест» по мотивам одноимённой книги. Игра была разработана украинской компанией «Electronic Paradise».